# Yoav Bruck
Yoav Bruck יואב ברוק (Lakhish, 6 marzo 1972) è un ex nuotatore israeliano.
Specializzato nello stile libero ha partecipato a tre edizioni delle Olimpiadi a partire da Barcellona 1992.